# Ingemar E.L. Göransson
Ingemar Eric Lennart Göransson, född 21 augusti 1950 i Linköping, är en svensk författare, förläggare och samhällsdebattör. Han var under en tid LO:s kulturombudsman. Han är bosatt i Linghem.